# Samoiedi

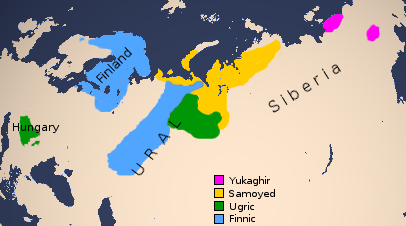
Cartina geografica raffigurante la diffusione delle lingue finniche, uraliche, samoiede e jukagir.

Il termine Samoiedi è utilizzato, in etnologia e in linguistica, per indicare l'insieme di popolazioni che utilizzano le lingue samoiede.

## Etimologia
La parola "Samoiedi", secondo l'interpretazione più accreditata, è entrata nella lingua russa come corruzione del termine indigeno autoreferenziale Saamod, Saamid (il suffisso -d denota nel linguaggio finnico il plurale: Saami → Saamid). Un'altra interpretazione fa derivare il nome dall'espressione "same edne" , ovvero "la terra dei sami". Nella letteratura etnografica russa del XIX secolo sono anche chiamati "Самоядь", "Самодь", (samojad’, samod’) e "Самодийци", "Самодийский народы" (samodijtsi, samodijskij narody), termini spesso tradotti in italiano come Samodi. 
La forma letterale composta da samo e jed in russo assume il significato di "mangiatori di sé stessi", che appare denigratorio. Per tale motivo nel corso del XX secolo il termine "Samoieda" cadde in disuso e fu presto sostituito dall'indicazione delle singole etnie.
Quando si leggono documenti russi datati, infatti, è necessario tenere a mente che la parola "samoiedi" fu indiscriminatamente utilizzata per indicare popoli siberiani che parlavano differenti lingue uraliche (oggi definite lingue samoiede) quali: Nenci, Nganaseni, Enzi e Selcupi.

## Suddivisioni
Si dividono in:
- Samoiedi settentrionali:
  - Nenci
  - Enzi
  - Nganaseni
- Samoiedi meridionali:
  - Selcupi[1]
  - Kama o Kamasini (oggi estinti come gruppo etnico autonomo)
  - Mator (oggi estinti come gruppo etnico autonomo)
  - Koibal (oggi estinti come gruppo etnico autonomo)

L'etnia più popolosa sono i Nenci, che oggi contano 34.000 unità. Vivono in grande maggioranza in tre distretti autonomi della Russia: Nenecija, Jamalia (anche conosciuta come Jamalia-Nenecia) e Tajmiria (un tempo nota con il nome di Dolgano-Nenecia). Sarebbero proprio i Nenci ad aver dato il nome al cane Samoiedo, fedele compagno di queste popolazioni.